# Lindernia muddii
Lindernia muddii é uma espécie botânica do gênero Lindernia pertencente à família Linderniaceae.
A base de dados Tropicos lista o género Lindernia como o nome aceite para o género Ilysanthes sendo que neste último é incluída a espécie Ilysanthes muddii Hiern. que foi descrita por William Philip Hiern e publicada em Flora Capensis 4, 2: 366. 1904.